# Selma Songs
Selma Songs is een soundtrack van de film Dancer in the Dark gezongen door de IJslandse zangeres Björk.

## Selma
Selma, de hoofdpersoon in de film Dancer in the Dark is bijna blind en hecht zich daardoor erg aan geluiden. Ze droomt ervan om in musicals te spelen en is altijd met muziek bezig (dit is op de soundtrack te herkennen). Ze maakt in haar hoofd overal muziek en gebruikt haar omgeving als instrumenten zoals fabrieksmachines en treinen.

## Tracklist
1. "Overture"
2. "Cvalda"  (Feat. Catherine Deneuve)
3. "I've Seen It All"  (Feat. Thom Yorke)
4. "Scatterheart"
5. "In The Musicals"
6. "107 Steps"  (Feat. Siobhan Fallon)
7. "New World"

Track 1 is geschreven door Björk.
Tracks 2 en 5 zijn geschreven door Björk, Mark Bell, Sjòn en Lars von Trier.
Tracks 3, 4, 6 en 7 zijn geschreven door Björk, Sjòn en Lars von Trier.
In de film komen meer nummers voor dan er op Selma Songs staan. Waarschijnlijk zijn die niet op het album gezet omdat de cd werd uitgegeven voordat de film in de bioscoop kwam en dus het einde kon verraden aan de hand van bepaalde nummers.
Ook zijn er sommige nummers verschillend met de film. Het beste voorbeeld hiervan is Scatterheart. In de film zingen meerdere mensen hierin mee en hebben ze het over een misdaad die nog geheim moest blijven voor uitgave van de film en die dus niet op de soundtrack mocht worden vernoemd.